# Liste der argentinischen Botschafter in Polen

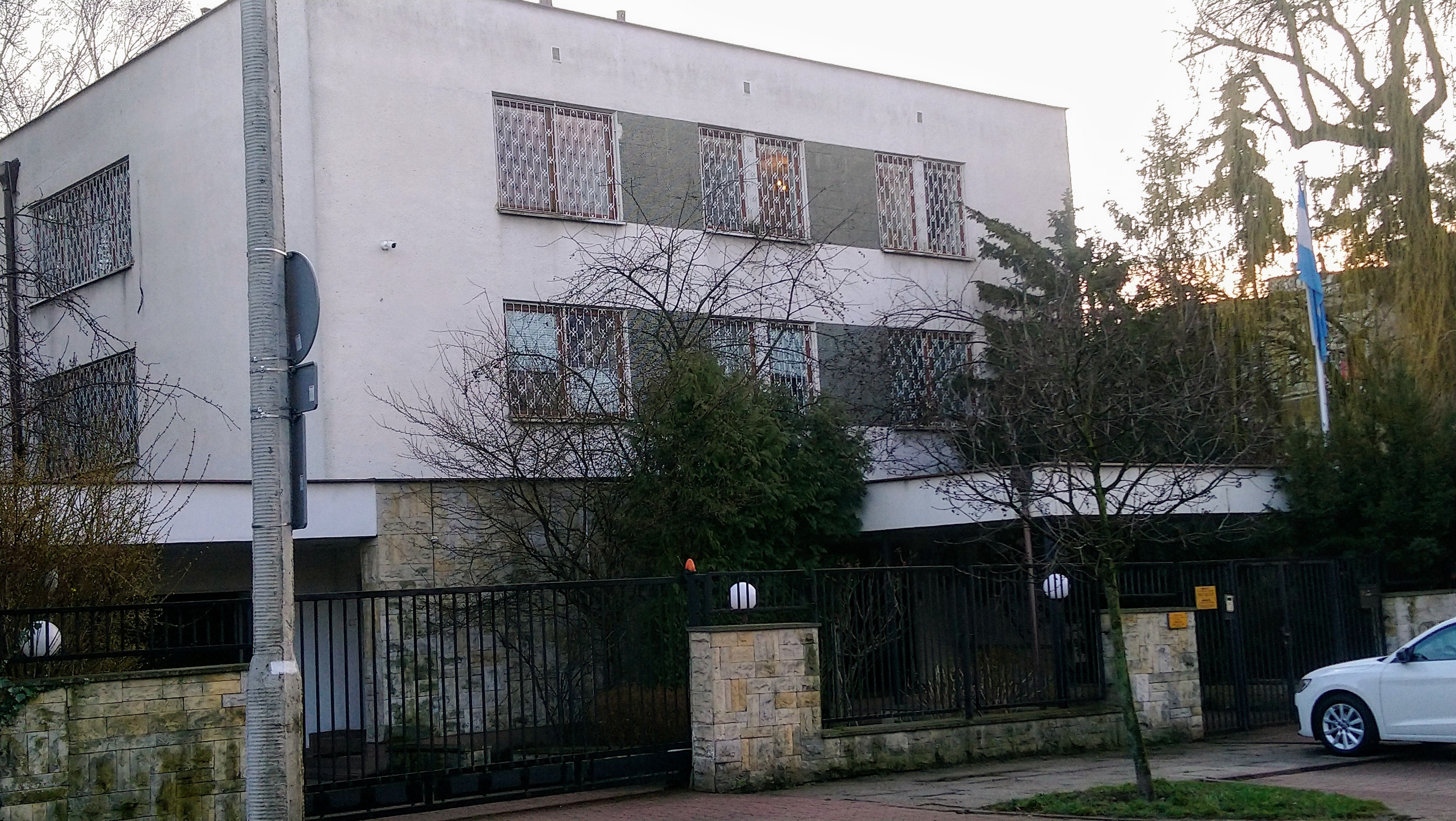
Argentinische Botschaft Ulica Brukselska 9 in Warschau.

Der Botschafter in Warschau ist regelmäßig auch in Prag akkreditiert.

## Geschichte
Mit der Regierung von Aleksander Prystor wurde am 19. November 1931 in Warschau, eine Übereinkunft zu diplomatischen Beziehungen unterzeichnet, die am 1. Januar 1932 in Kraft trat.
| Ernannt / Akkreditiert | Name                                  | Bemerkungen | ernannt von                    | akkreditiert während der Regierung von | Posten verlassen |
| ---------------------- | ------------------------------------- | --- | ------------------------------ | -------------------------------------- | ---------------- |
| 9. Mai 1924            | Gabriel Martinez-Campos               | Gesandter | Marcelo Torcuato de Alvear     | Stanisław Wojciechowski                |                  |
| 17. März 1925          | Hilarión Domingo Moreno Montes de Oca | Gesandter (* 11. November 1863 in Buenos Aires; 11. November 1863 in Lissabon)                                    | Marcelo Torcuato de Alvear     | Stanisław Wojciechowski                |                  |
| 16. Juli 1928          | Roberto Levillier                     | Gesandter Sitz in Madrid                                                                                          | Hipólito Yrigoyen              | Ignacy Mościcki                        |                  |
| 1933                   | Jose A. Caballero                     | Geschäftsträger (* 1. März 1891 in Buenos Aires)                                                                  | Agustín Pedro Justo            | Ignacy Mościcki                        |                  |
| 23. Aug. 1935          | Eduardo Lástenes Colombres Mármol     | Gesandter | Agustín Pedro Justo            | Ignacy Mościcki                        |                  |
| 1937                   | Jakob Laub (Physiker)                 | | Roberto María Ortiz            | Ignacy Moscicki                        |                  |
| 12. Nov. 1937          | Rodolfo Freyre y García Vieyra        | Gesandter | Agustín Pedro Justo            | Ignacy Mościcki                        |                  |
| 1. Juni 1939           | Guillermo de Achával                  | Gesandter | Roberto María Ortiz            | Bolesław Wieniawa-Długoszowski         |                  |
| 1941                   | Ricardo Juan Siri                     | Geschäftsträger 1955 :Argentinischer Botschafter in Chile                                                         | Roberto María Ortiz            | Władysław Raczkiewicz                  |                  |
| 1944                   | Rodolfo Muñoz                         | Geschäftsträger Delegado argentino, embajador Rodolfo Muñoz, en la Asamblea General, el 16/10/1952                | Edelmiro Julián Farrell        | Bolesław Bierut                        |                  |
| 14. Dez. 1946          | Francisco Ernesto Maffei              | Geschäftsträger                                                                                                   | Juan Perón                     | Bolesław Bierut                        |                  |
| 1. Juni 1947           | Hector José Cerillo                   | Geschäftsträger                                                                                                   | Juan Perón                     | Bolesław Bierut                        |                  |
| 6. Sep. 1947           | Federico Quintana                     | Geschäftsträger                                                                                                   | Juan Perón                     | Bolesław Bierut                        |                  |
| 9. März 1948           | Ricardo Reyna Robin                   | Geschäftsträger                                                                                                   | Juan Perón                     | Bolesław Bierut                        |                  |
| 9. Nov. 1948           | Martin Luis Drago                     | Gesandter | Juan Perón                     | Bolesław Bierut                        |                  |
| 9. Jan. 1952           | Arturo Leonelo Ludueña                | Gesandter | Juan Perón                     | Aleksander Zawadzki                    |                  |
| 24. Nov. 1955          | Julio Cesar Vilella                   | Geschäftsträger                                                                                                   | Eduardo Lonardi                | Aleksander Zawadzki                    |                  |
| 2. Mai 1957            | Abdel Mario Veronelli                 | Geschäftsträger                                                                                                   | Eduardo Lonardi                | Aleksander Zawadzki                    |                  |
| 22. Aug. 1957          | Enrique Moss                          | Gesandter | Eduardo Lonardi                | Aleksander Zawadzki                    |                  |
| 30. Nov. 1959          | Carlos Adelmar Ferro                  | Geschäftsträger                                                                                                   | Arturo Frondizi                | Aleksander Zawadzki                    |                  |
| 4. Aug. 1961           | Luis Francisco Castello               | Gesandter | Arturo Frondizi                | Aleksander Zawadzki                    |                  |
| 20. Okt. 1962          | Eduardo J. Wilson                     | Geschäftsträger                                                                                                   | José María Guido               | Aleksander Zawadzki                    |                  |
| 30. Apr. 1963          | Jose Guillermo Zavala Ortiz           | Geschäftsträger                                                                                                   | Arturo Umberto Illia           | Aleksander Zawadzki                    |                  |
| 19. Dez. 1964          | Rogelio Rafael Tristany               | | Arturo Umberto Illia           | Edward Ochab                           |                  |
| 17. Dez. 1966          | Fernando José Taurel                  | | Juan Carlos Onganía            | Edward Ochab                           |                  |
| 10. Juli 1971          | León Santiago de la Lastra            | | Alejandro Agustín Lanusse      | Józef Cyrankiewicz                     |                  |
| 5. Jan. 1977           | Luis Felix Augusto di Marino          | | Jorge Rafael Videla            | Henryk Jabłoński                       |                  |
| 5. Sep. 1979           | Julio Barboza                         | | Jorge Rafael Videla            | Henryk Jabłoński                       |                  |
| 12. Mai 1984           | Ricardo Haroldo Forrester             | Geschäftsträger                                                                                                   | Raúl Alfonsín                  | Henryk Jabłoński                       |                  |
| 30. Mai 1985           | Miguel Blas Szelagowski               | | Raúl Alfonsín                  | Wojciech Jaruzelski                    |                  |
| 7. Nov. 1989           | Mario Enrique Burkún                  | | Carlos Menem                   | Wojciech Jaruzelski                    |                  |
| 6. Feb. 1992           | Nicolas Adolfo Enriąue Garcia Pinto   | | Carlos Menem                   | Lech Wałęsa                            |                  |
| 27. Mai 1996           | Norberto Augusto Pedro Augé           | | Carlos Menem                   | Aleksander Kwaśniewski                 |                  |
| 3. Okt. 2001           | Bernardo Juan Ochoa                   | Geschäftsträger                                                                                                   | Ramón Puerta                   | Aleksander Kwaśniewski                 |                  |
| 3. Apr. 2002           | Carlos Alberto Passalacqua            | [ 1 ] | Eduardo Duhalde                | Aleksander Kwaśniewski                 |                  |
| 4. März 2010           | Gerardo Manuel Biritos                | | Cristina Fernández de Kirchner | Bronisław Komorowski                   |                  |
| 22. Jan. 2013          | Patricia Betriz Salas                 | Geschäftsträgerin                                                                                                 | Cristina Fernández de Kirchner | Bronisław Komorowski                   |                  |
| 4. Juli 2018           | Ana María Ramírez                     | 6. Feb. 2012-2016 Botschafterin in Bangkok concurrente en Myanmar, Camboya und Laos. 2017: Botschafterin in Lima. | Mauricio Macri                 | Andrzej Duda                           |                  |